# Alcalá del Valle
Alcalá del Valle es un municipio y localidad española de la provincia de Cádiz, en la comunidad autónoma de Andalucía.

## Geografía física

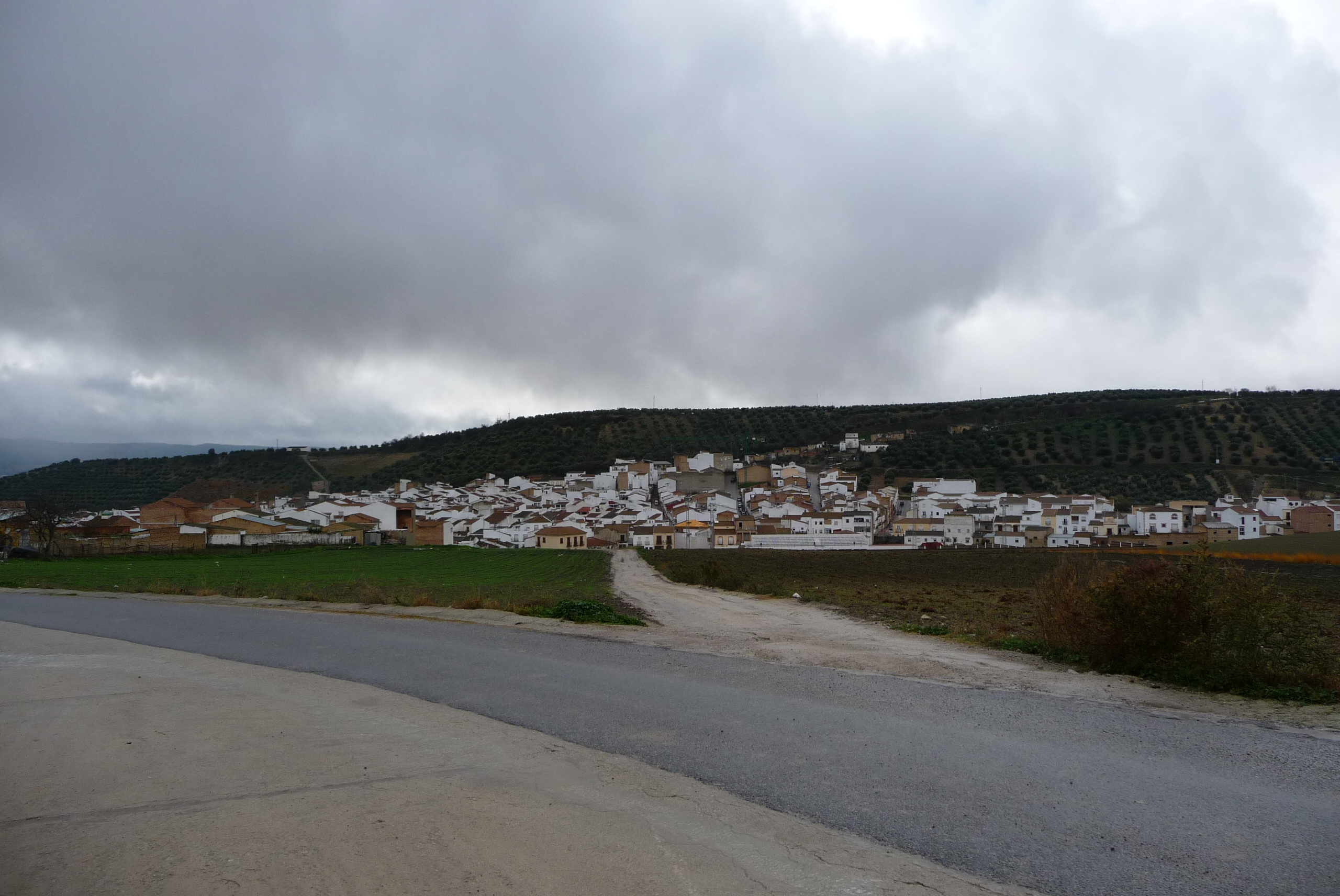
Alcalá del Valle desde el cementerio

Situada en el extremo nororiental de la provincia de Cádiz, Alcalá del Valle se encuentra enclavada en la zona occidental de la Serranía de Ronda, a cuya comarca natural pertenece, a 24 kilómetros de Ronda y a 155 kilómetros de Cádiz. Se ubica vecina a la provincia de Málaga, de la que formó parte hasta 1833, y a cuyo obispado perteneció hasta 1980, siendo el límite efectivo de la provincia de Cádiz con esta. Esta población es la última de la conocida Ruta de los pueblos blancos.
La altitud media de la población serrana es de 628 metros sobre el nivel del mar. Su relieve es casi horizontal alternando espacios abiertos con superficies alomadas y suaves, exceptuando su parte más oriental, donde las alturas rondan entre los 700 y 800 m sobre el nivel del mar, llegándose en Sierra Mollina a los 875 m. 
Alcalá del Valle se encuentra dentro de la Depresión de Ronda. Durante el Terciario se produjeron los plegamientos que levantaron los Sistemas Béticos, a los que sucedió un proceso erosivo y de sedimentación que formó diferentes cuencas de sedimentación, una de ellas, la depresión en la que se encuentra Alcalá.

### Límites geográficos
- Al Norte: se encuentra Sierra Mollina, el cerro de la Atalaya y el arroyo de Tomillo;
- al Sur: la villa de Setenil de las Bodegas;
- al Este: la Serranía de Ronda;
- al Oeste: el río Guadalporcún y Torre Alháquime.

### Clima

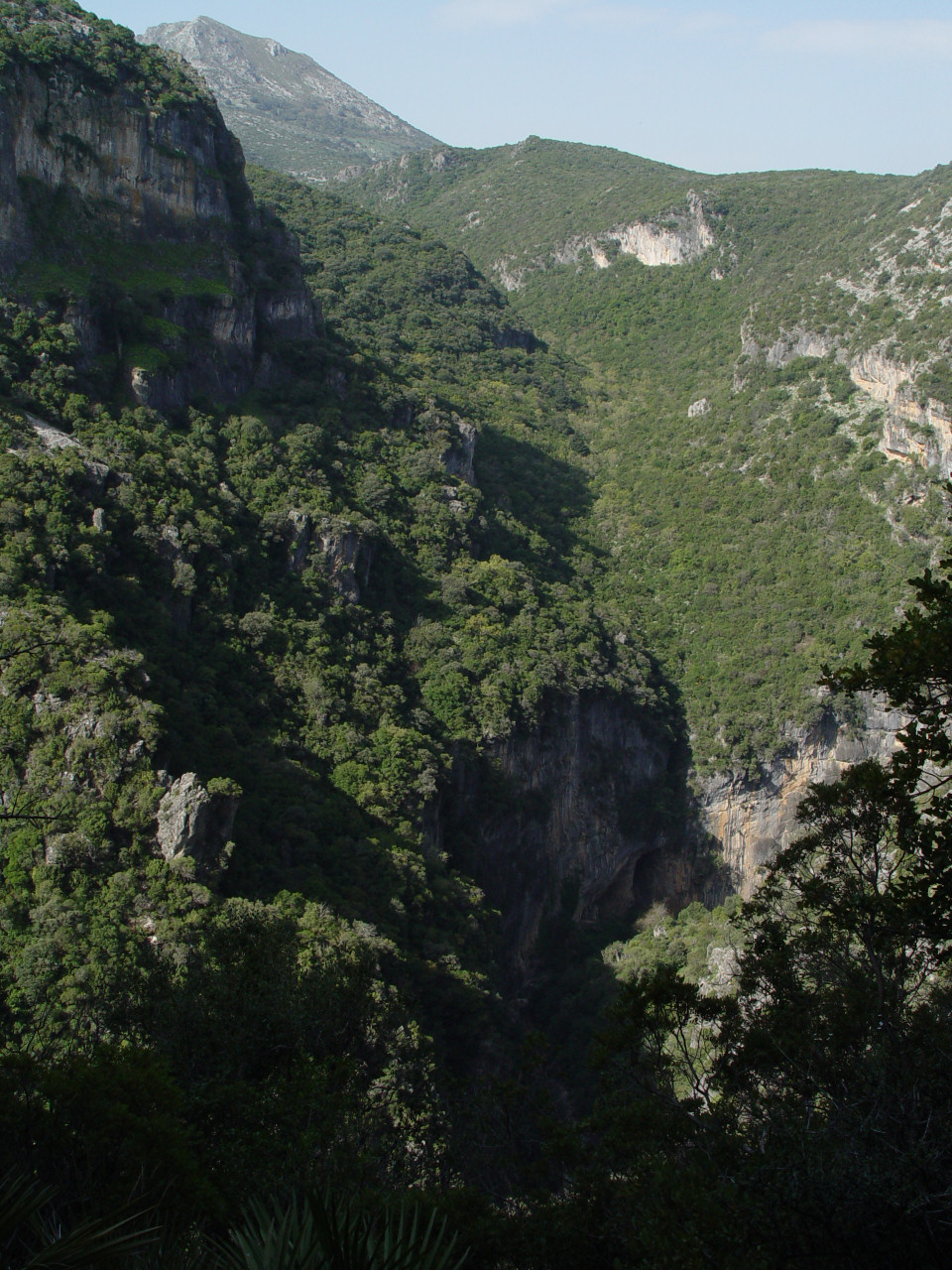
Vista de la Sierra de Cádiz, donde se encuentra enclavada la localidad de Alcalá del Valle

Alcalá del Valle disfruta de un clima particular, ya que al estar en una depresión natural surcada de arroyos, se templa el clima más frío de la Serranía de Ronda, que se forma por la unión de las componentes atlántica y mediterránea, magnificado por la altitud del terreno y la entrada desde el estrecho de Gibraltar de frentes húmedos.
Entre la población se habla del solano, viento conocido en el resto de la provincia como viento de Levante, que sopla ocasionalmente y que por su supuesto efecto psicológico acuña la frase típica «estar asolanao».

## Flora y fauna
Alcalá del Valle no posee ningún espacio natural protegido. La vegetación natural ha ido desapareciendo debido a la intensa roturación de sus tierras para usos agrícolas.
- Quedan, fundamentalmente en la zona norte y este del término, pequeños grupos de encinas (Quercus rotundifolia) y quejigos (Quercus faginea), con un denso sotobosque formado por jaras (Cistus spp.), aulagas (Ulex baeticus), retamas (Retama monosperma), espárragos (Asparagus albus) y torviscos (Daphne gnidium).

- Su avifauna es variada y abundante y la componen entre otras especies, los vencejos (Apus spp.), carboneros (Parus major), herrerillos (Parus caeruleus), águilas perdiceras (Hieraaetus fasciatus) y buitres leonados (Gyps fulvus).

## Historia

### Orígenes
Aunque el emplazamiento está ocupado desde la prehistoria, las primeras referencias a Alcalá como población se remontan a finales del siglo XV cuando tras la toma cristiana de Setenil de las Bodegas en 1484, una parte de la población musulmana decide permanecer bajo dominio cristiano, solicitando el permiso a los Reyes Católicos para fundar una nueva localidad en la que mantendrían su religión, estilo de vida y costumbres.
Aceptada su propuesta, veinticinco familias setenileñas musulmanas se establecieron en el lugar llamado El Castillón, donde parece que había existido un antiguo fuerte. El nuevo asentamiento, en el que comenzaron a construir defensas aprovechando la altitud del terreno, fue pronto conocido como Alcalá (o Al-Kalat, que en árabe significa ‘El castillo’).
Su estratégica posición y los trabajos de defensa produjeron un fortalecimiento del enclave que provocó enseguida los recelos de los cristianos, que haciendo valer su posición predominante con respecto de la minoría mudéjar, obligaron a la pequeña comunidad de Alcalá a demoler sus construcciones y trasladarse al valle junto a unos ricos manantiales luego denominados Fuente Grande y Pedro Ibáñez, donde edificaron un nuevo núcleo.
La nueva Alcalá (denominada Alcalá de Setenil) recibiría un término municipal de un cuarto de legua a su alrededor, así como unos arbitrios compuestos por la quinta parte del producto de los montes de Setenil, del que dependía. Estos arbitrios, conocidos como Quinto de Alcalá, eran recibidos por sus vecinos en un acto simbólico de vasallaje, situación que cambiaría tras la conversión de su población al cristianismo y posterior conversión del quinto en terrenos de los montes.

### De la Edad Moderna a la actualidad

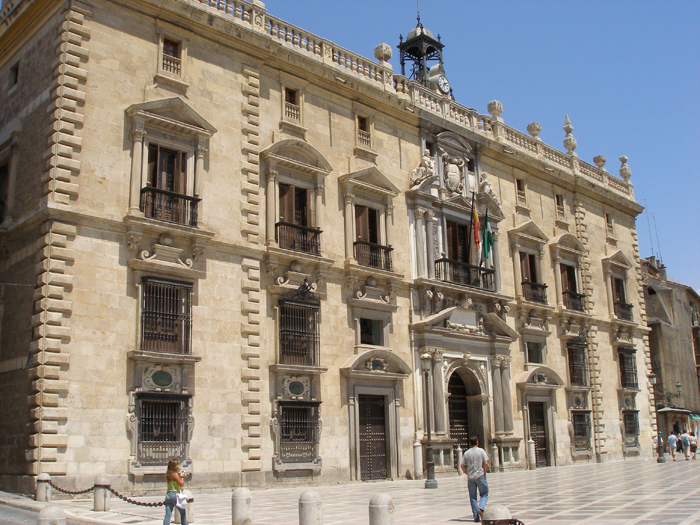
La Real Chancillería de Granada devolvió la jurisdicción a Alcalá del Valle en 1763, después de dos siglos de dominio señorial

En 1559, ante la necesidad de hacer frente a los gastos de guerra heredados por Felipe II, la Corona pone en venta algunos pueblos y tierras con sus vecinos, entre los que se encontraba Alcalá, que fue adquirida por Hernando Valdés, Arzobispo de Sevilla e Inquisidor general. Pagó por la adquisición 1 573 000 maravedíes. Sin embargo, Valdés solo conservaría la titularidad del señorío por un año, vendiéndolo entonces a Diego Bernuy, regidor de Burgos, que recibiría el título de Mariscal de Alcalá.
La villa se mantendría bajo la jurisdicción señorial de los Bernuy, luego marqueses de Benamejí, hasta finales del siglo XVIII, con el término del sistema señorial. Los habitantes comienzan una batalla legal para la recuperación del territorio, ejerciendo su derecho de tanteo. Con este fin, se dirigieron en 1763, a la Real Chancillería de Granada, ante la que denunciaron la constante violación de sus derechos por parte de los señores de la villa. El tribunal granadino daría la razón a la alcalareños, que pudieron separarse del señorío de Benamejí tras el pago de una suma equivalente a la pagada en el momento de la compra. En total, 47 360 reales a los marqueses de Benamejí y 11 000 por quedar al amparo de la Corona, pese a lo cual se celebró por parte de los vecinos, con gran júbilo, la recuperación de su jurisdicción. El rescate de sus derechos no resolvió por completo la situación del pueblo, que sufrió problemas similares a los de otros municipios de la Andalucía rural, donde la permanencia de un régimen latifundista de propiedad originaría una creciente conflictividad campesina a lo largo de los siglos XIX y XX.
Tras pasar por diferentes denominaciones desde su fundación como Alcalá de Setenil y de Ronda, se fija el nombre de Alcalá del Valle en 1770. La localidad formó parte durante la Edad Moderna del Reino de Granada y, en su división menor, a lo que ahora es provincia de Málaga, pasando Alcalá del Valle a pertenecer a la provincia gaditana en 1834.

### Los sucesos de 1903
La falta de información concerniente a la Edad Moderna se puede explicar a raíz de los denominados Sucesos de 1903, debido a que fueron incendiados los archivos del Ayuntamiento y los papeles del Juzgado. Solo quedó el archivo parroquial, siendo el libro más antiguo el de Registros de Nacimientos, que data de 1546. 
El 1 de agosto de 1903, la masa jornalera de Alcalá del Valle respondió de huelga general convocada por la Federación Regional Española de Sociedades de Resistencia, en apoyo a todos los presos españoles condenados por razones sociales. Un grupo de quinientos o seiscientos obreros y campesinos se concentró en las afueras del pueblo, en el lugar conocido como Puente Palo, acompañado de mujeres y niños. En un momento de la concentración, los obreros mantuvieron un enfrentamiento con la Guardia Civil, resultando muerto un joven de 15 años conocido como El Pelúo. Tras esto, la revuelta se recrudeció, incendiándose los archivos del Ayuntamiento y el Juzgado Municipal. Con la llegada de nuevos efectivos policiales y fuerzas militares se volvió al orden dentro de un clima de tensión, siendo detenidos más de cien alcalareños, que en su mayoría fueron trasladados a la cárcel de Ronda.
Los malos tratos y torturas sufridos por los jornaleros detenidos saltaron rápidamente a los medios de comunicación, ocupando primeras planas de los principales periódicos anarquistas y republicanos. El presidente del gobierno Antonio Maura sufrió un atentado fallido en Barcelona el 12 de abril de 1904 de manos de un joven anarquista que pretendía vengar a los presos de Alcalá del Valle.
La repulsa del movimiento obrero internacional fue unánime y siguió con atención el desarrollo de los hechos relacionados con estos presos y exigió su puesta en libertad inmediata. En 1909, el pedagogo anarquista Francisco Ferrer Guardia comenzó una campaña exigiendo la libertad inmediata de los seis presos que aún sufrían condena. El 24 de junio de ese mismo año recibieron el indulto cinco de esos presos, mientras que el sexto había fallecido poco tiempo antes en prisión.

### SigloXX
En el siglo XX el pueblo sufrió las consecuencias de la Guerra Civil
Ya en el siglo XXI el pueblo sufre las consecuencias de la incomunicación por el mal estado de la carretera CA-9107, que enlaza el pueblo con la nacional N-342 , y que es de vital importancia para la logística del pueblo.Para finales de 2024 se presentará el proyecto de la Diputación de Cádiz para su arreglo y mejora, y que ya ha sido terminado en su primer tramo, con un nuevo acceso desde la A-382. 

## Geografía humana
Comarca
Alcalá del Valle independientemente de pertenecer a la provincia de Cádiz, enclavado en la comarca de la Sierra y ser uno de los municipios incluidos en la denominada ‘Ruta de los Pueblos Blancos’, mantiene desde tiempos inmemoriales una importante vinculación con la cercana ciudad malagueña de Ronda. 
Se trata de una de las localidades gaditanas que integran la comarca, o mejor dicho, el territorio llamado Serranía de Ronda, conformado por municipios de las provincias de Málaga, Cádiz y Sevilla. 
Es una comarca natural que mantiene su capital en Ronda, que continúa actualmente siendo la cabecera de comarca. No hay que olvidar que, hasta 1980, la parroquia de Alcalá del Valle pertenecía a la diócesis de Málaga y la vinculación con esa provincia vecina y en especial con la ciudad de Ronda se mantiene actualmente, donde los alcalareños, por ejemplo, tienen su hospital de referencia o las oficinas de servicios cómo Seguridad Social y Hacienda. 
Alcalá del Valle, junto al resto de localidades de la Serranía, son en parte, municipios dormitorio de Ronda, que al contar con un importante sector servicios dirigido al turismo, ofrece oportunidades laborales que permiten a los trabajadores mantener la residencia en el pueblo. 
Ocio
Durante la década de los 80 y buena parte de los 90, Alcalá del Valle ha sido la capital del ocio nocturno de la Serranía de Ronda. El municipio atraía a lo largo del año, pero sobre todo durante el periodo estival, a un gran número de jóvenes y no tan jóvenes, que elegían Alcalá para disfrutar del tiempo libre. En décadas, han sido referencia los numerosos locales de ocio nocturno existentes en la pequeña localidad, que eran escogidos por el público por el buen ambiente y las fiestas que se organizaban.
Tecnología
Alcalá del Valle ha sido una de las primeras localidades de la provincia de Cádiz, pero también de toda Andalucía, con más de 5 mil habitantes, en entrar a formar parte del plan de  transformación digital de telecomunicaciones, y disponer de la fibra óptica. 
Gracias a la iniciativa privada local, se consiguió desplegar una de las primeras redes en Andalucía de fibra óptica en municipios pequeños, mucho antes incluso de que las grandes ciudades tuvieran completada y operativa la suya. De esta forma los habitantes de Alcalá y de la localidad vecina de Setenil de las Bodegas, tuvieron acceso a la red, a través del nuevo sistema de fibra óptica gracias a los trabajos de la empresa TeleAlcalá S.L., que fue la primera en disponer de una red propia, que supuso un adelanto de al menos cinco años, que en principio, tardaría en llegar a ese territorio el nuevo sistema de comunicación por fibra óptica, según el plan de transformación digital de la empresa estatal Telefónica para todo el territorio nacional. 
Dos años más tarde, otra empresa local, Fribralset, desplegó la que sería la segunda red de fibra en la localidad, cuándo todavía en algunos municipios de similar población, todavía no se disponía del servicio. 

## Demografía
Alcalá del Valle cuenta con una población de 4936 habitantes (INE 2024).
| Gráfica de evolución demográfica de Alcalá del Valle entre 1842 y 2021                                              |
| |
| Población de derecho según los censos de población del INE Población de hecho según los censos de población del INE |

## Economía

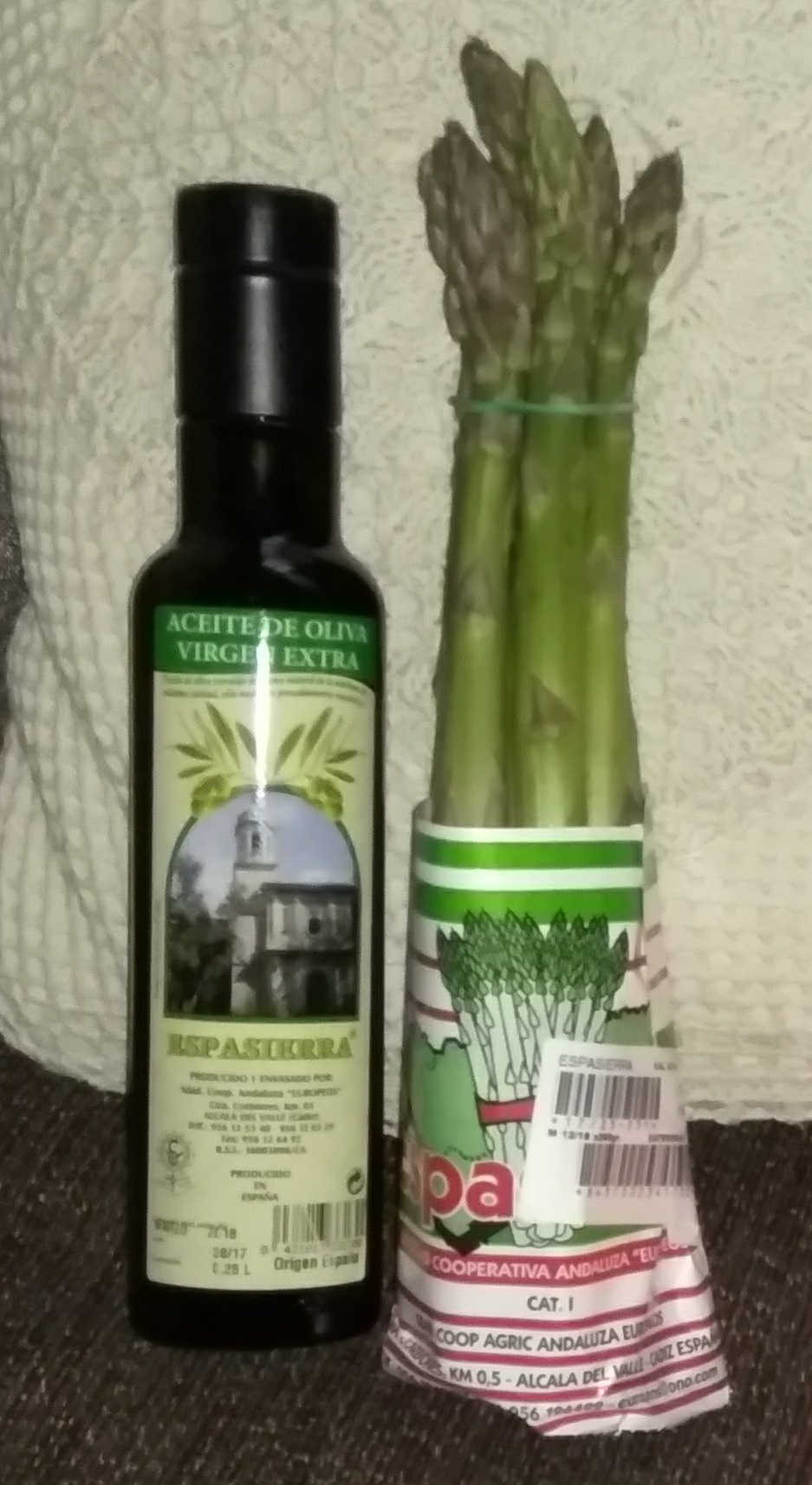
El aceite de oliva virgen extra y los espárragos son productos estrellas de la producción agrícola alcalareña

Su economía se basa principalmente en la agricultura y ganadería. Alcalá del Valle ha sido tradicionalmente un pueblo de emigrantes, las familias viajaban a Francia. Pero actualmente se está llevando a cabo la introducción de nuevos cultivos que hagan que la población pueda dejar de emigrar. Destaca el desarrollo de actividades de manipulación hortícola, fundamentalmente centradas en el espárrago.
También se han iniciado las fases de experimentación para la introducción y promoción de otros productos hortofrutícolas de alto rendimiento en macrotúneles.
Otros recursos económicos son las cooperativas de confección, los cultivos de cereales (705 ha de cultivo de trigo), y del olivo (1196 ha de cultivo de olivo para aceite), las dehesas ganaderas, la elaboración de embutidos serranos y el turismo.

## Política
El alcalde de Alcalá del Valle es Rafael Aguilera Martínez Izquierda Unida, que alcanzó la mayoría absoluta en las últimas elecciones municipales de 2019. 
| Periodo   | Nombre                   | Partido            |
| --------- | ------------------------ | ------------------ |
| 1979-1983 | Juan Hinojosa Navarro    | PSOE-A             |
| 1983-1987 | Antonio Rivera Guerrero  | PSOE-A             |
| 1987-1991 | Juan Hinojosa Navarro    | PSOE-A             |
| 1991-1995 | Juan Hinojosa Navarro    | PSOE-A             |
| 1995-1999 | Juan Jiménez Marín       | IU-LV-CA           |
| 1999-2003 | Juan Jiménez Marín       | IU-LV-CA           |
| 2003-2007 | Antonio Rivera Guerrero  | PSOE-A             |
| 2007-2011 | Dolores Caballero Flores | IU-LV-CA           |
| 2011-2015 | Dolores Caballero Flores | IU-LV-CA           |
| 2015-2019 | Dolores Caballero Flores | IU-LV-CA           |
| 2019-2023 | Rafael Aguilera Martínez | Adelante Andalucía |
| 2023-act. | Rafael Aguilera Martínez | IU-LV-CA           |

Lista de alcaldes de Alcalá del Valle desde principios del siglo XX a la actualidad:
- Bartolomé Gavilán González (1914-1920)
- Miguel Fernández Álvarez (1920-1923)
- Juan Sánchez Jiménez (1923)
- Manuel Dorado Álvarez (1923)
- Francisco Dorado Álvarez (1923)
- Antonio Dorado Ayala (1923-1924)
- José Bocanegra Bocanegra (1924)
- Enrique Guzmán Zamudio (1924-1925)
- Antonio Rivera Ponce (1925-1926)
- Enrique Guzmán Zamudio (1926-1929)
- Antonio Montes Sánchez (1929-1930)
- Miguel Fernández Álvarez (1930-1931)
- José Cantalejo Gavilán (1931)
- Manuel Dorado Ayala (1931-1932)
- Cándido Marín Portales (1932-1934)
- Francisco Cantalejo Gavilán (1934-1936)
- Cándido Marín Portales (1936)
- Juan Gavilán Molinillo (1936-1938)
- Francisco Trujillo Piña (1938-1939)
- José Gavilán Molinillo (1939-1949)
- Antonio Ruiz Gutiérrez (1949-1957)
- Pedro Pulido Gavilán (1957-1963)
- Juan Fernández Valencia (1963-1964)
- Manuel Dorado Racero (1964)
- Diego Martínez Martínez (1964)
- Juan Fernández Valencia (1964)
- Rafael Priego Acosta (1964-1978)
- Francisco Gavilán Molinillo (1978)
- José Sánchez de Miguel Alonso (1978-1979)
- Juan Hinojosa Navarro (1979-1983)
- Antonio Rivera Guerrero (1983-1985)
- Antonio Ayala Rodríguez (1985)
- Antonio Jiménez Puya (1985)
- Manuel Moreno Romero (1985-1987)
- Juan Hinojosa Navarro(1987-1992)
- Francisco Leoncio Ponce García (1992-1995)
- Juan Jiménez Marín (1995-2003)
- Antonio Rivera Guerrero (2003-2007)
- Dolores Caballero Flores (2007-2019)
- Rafael Aguilera Martínez (2019-act)

Cabe destacar que faltan dos libros de actas, desde 1965 hasta 1978, por lo que no está claro hasta que año se extiende la alcaldía de Rafael Priego Acosta, y si hay algún alcalde más hasta llegar a Francisco Gavilán Molinillo.

### Elecciones municipales
| Años | Partidos políticos                            | %                         | Votos            | Concejales |
| ---- | --------------------------------------------- | ------------------------- | ---------------- | ---------- |
|      |                                               |                           |                  |            |
| 2019 | Adelante Andalucía PSOE Alcalá Somos Todos PP | 49,2% 35,99% 13,99% 0,51% | 1825 1335 519 19 | 7 5 1 0    |
| 2015 | IU PSOE PP                                    | 54,4% 44,21% 0,65%        | 2001 1626 24     | 7 6 0      |
| 2011 | IU PSOE PP                                    | 51,95% 42,14% 5,27%       | 2022 1640 205    | 7 6 0      |
| 2007 | IU PSOE PP                                    | 49,61% 44,27% 5,01%       | 1922 1715 194    | 7 6 0      |
| 2003 | PSOE IU PP                                    | 50,83% 43,05% 5,44%       | 1935 1639 207    | 7 6 0      |
| 1999 | IU PSOE PP                                    | 48,04% 45,17% 6,40%       | 1675 1575 223    | 7 6 0      |
| 1995 | IU PSOE PP                                    | 45,84% 44,43% 9,06%       | 1431 1387 283    | 6 1        |

## Cultura

### Patrimonio
Destacan dos tipos de monumentos en Alcalá del Valle:

#### Monumentos civiles
Grupo dolménico de la Dehesa del Tomillo

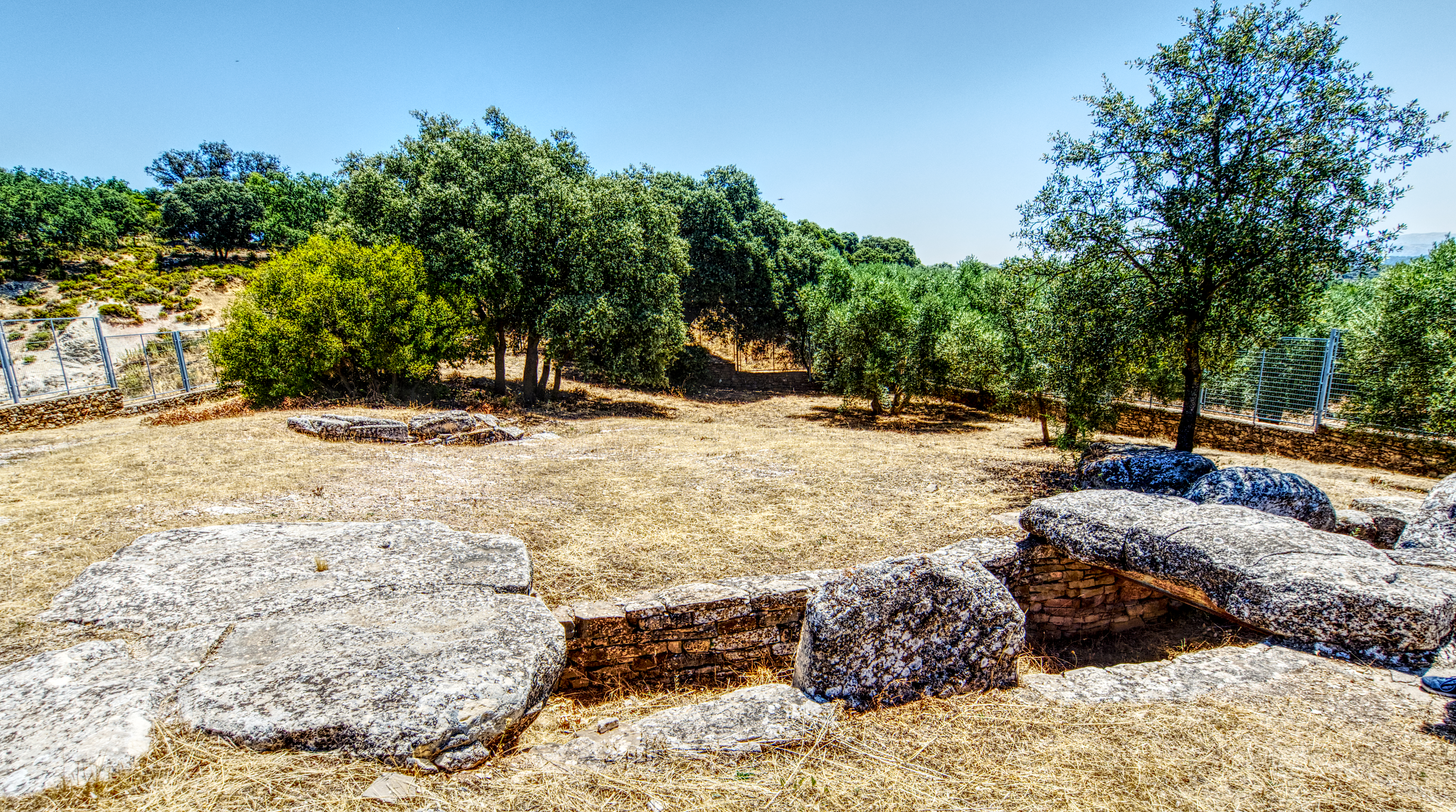
Dómenes del Tomillo

Al norte de dicha dehesa, se encuentra este yacimiento megalítico que, en 1983, fue excavado por el Museo Provincial de Cádiz. Está conformado por enterramientos del Período Calcolítico, anterior al 2000 a. C., en el comienzo de la Edad de los Metales. Constituye una temprana muestra de población en esta zona de la sierra gaditana. Se trata de un grupo de tres dólmenes de corredor con cabecera: es decir, se componen de cámara circular con entrada monolítica y corredor recto que hace de entrada. Son de dimensiones medianas, levantados con pequeños mampuesto, ortostatos y dinteles de gran tamaño. Se pueden relacionar con otros grupos de las áreas próximas sevillana y malagueña. También es destacable en este yacimiento un menhir, roca de extremo aguzado colocada verticalmente sobre un pequeño túmulo de piedras, siendo el único de este género en la arquitectura megalítica de la provincia. 
Cortijo de La Cacería
En el término municipal, apartado de la población, surge con empaque el Cortijo de La Cacería, con desusada apariencia de palacio o retiro que, tal vez, se explique por la anterior existencia del señorío y marquesado de Benamejí. Su construcción data del siglo XVI y se encuentra en lamentable estado de conservación. Sus muros, la mayoría sin revoque, presentan buena cantería, con sillares perfectamente cortados y recia mampostería. El exterior es muy sobrio, con aspecto de fuerte y enmarca su acceso con recias pilastras. En el patio principal, destaca una rítmica arcada, sostenida por columnas, sobre las que se asientan ordenadamente un segundo cuerpo de arcos rebajados y pilastras, así como una doble escalera, de tramos afrontados. De todo el conjunto, también sobresalen los arcos de medio punto adovelados, que realzan el aire señorial del cortijo.
Fuente Grande

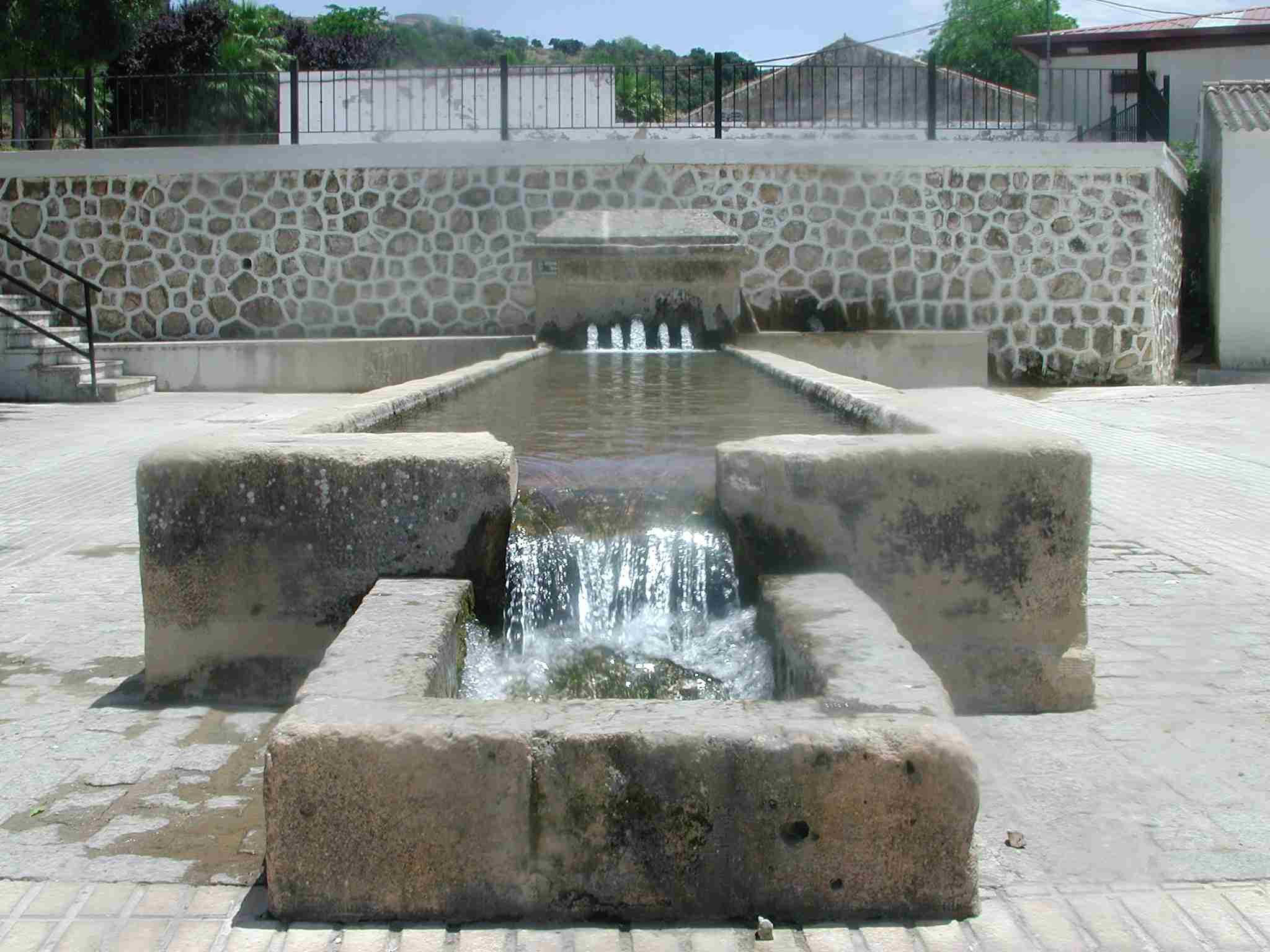
Fuente Grande capta su agua natural del manantial del mismo nombre. Este mana a través de cinco caños, recogiéndose en el antiguo lavadero comunal

Siendo Alcalá uno de los lugares de mayor intensidad pluviométrica de la comarca y existiendo dos manantiales (Fuente Grande y Pedro Ibánez) conocidos desde los orígenes del asentamiento morisco, no es extraño que surja como lugar de interés este enclave, hoy convenientemente embellecido y restaurado en 1997. El agua de esta fuente es natural, proveniente del manantial homónimo y mana a través de cinco caños, recogiéndose en el antiguo lavadero comunal, hoy recuperado al uso ornamental y protegido con una base o sobresuelo. En la zona de la Fuente Grande, se han hallado restos arqueológicos de la época romana, que demuestran la existencia de población en la Antigüedad. Se están realizando excavaciones para determinar el tipo de yacimiento, que parece ser una villa con anexos de producción agrícola y cerámica, de los que son ejemplos los capiteles romanos encontrados.

#### Monumentos religiosos
Iglesia parroquial de Santa María del Valle

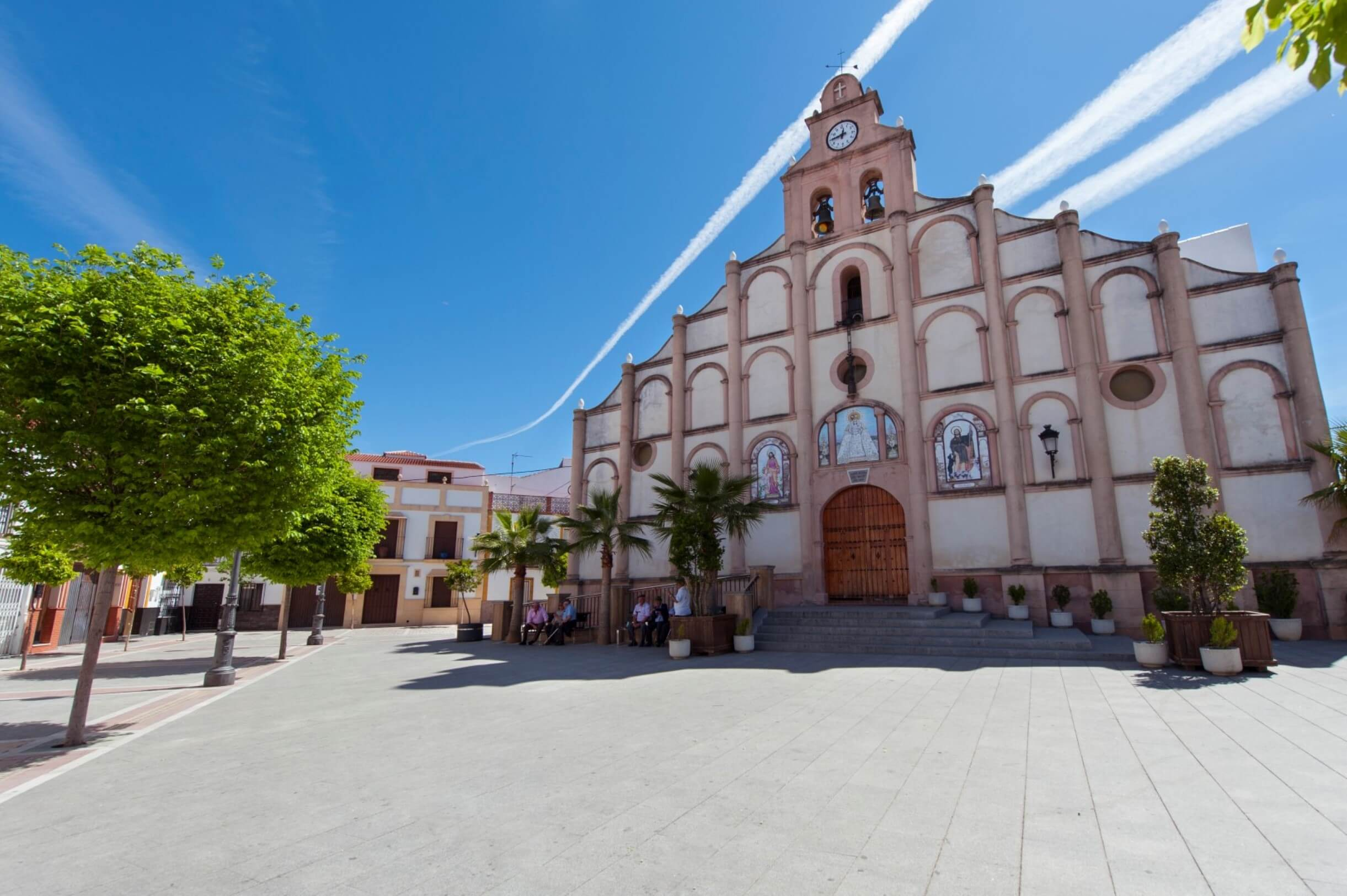
La Iglesia Santa María del Valle dedicada a la patrona de Alcalá del Valle, se yergue imponente su fachada y el volumen del edificio

Dedicada a la patrona de Alcalá, se yergue imponente su fachada (muy retocada del original) y el volumen del edificio. La iglesia se edificó en estilo barroco entre los siglos XVII y XVIII, aunque ha sido objeto de múltiples modificaciones, en especial, en 1883, debido a su mal estado. El interior está dividido en tres naves, separadas por grandes arcadas, que sostienen sendas bóvedas bajas. La fachada, sin torre, y con hastial, tiene un diseño escalonado de reciente interpretación y se remata con una espadaña de dos huecos en línea y un reloj.
Entre su patrimonio, destaca una pila bautismal de piedra con relieves fechada en el siglo XVII, procedente del vecino monasterio de Caños Santos. El monasterio, tras su decadencia, surtió de diferentes obras a la iglesia parroquial, como La Tabla del Milagro, relieve policromado barroco que representa el milagro que originó la construcción del santuario de Caños Santos y el Cristo de la Buena Muerte (c. 1600). 
Monasterio de Caños Santos

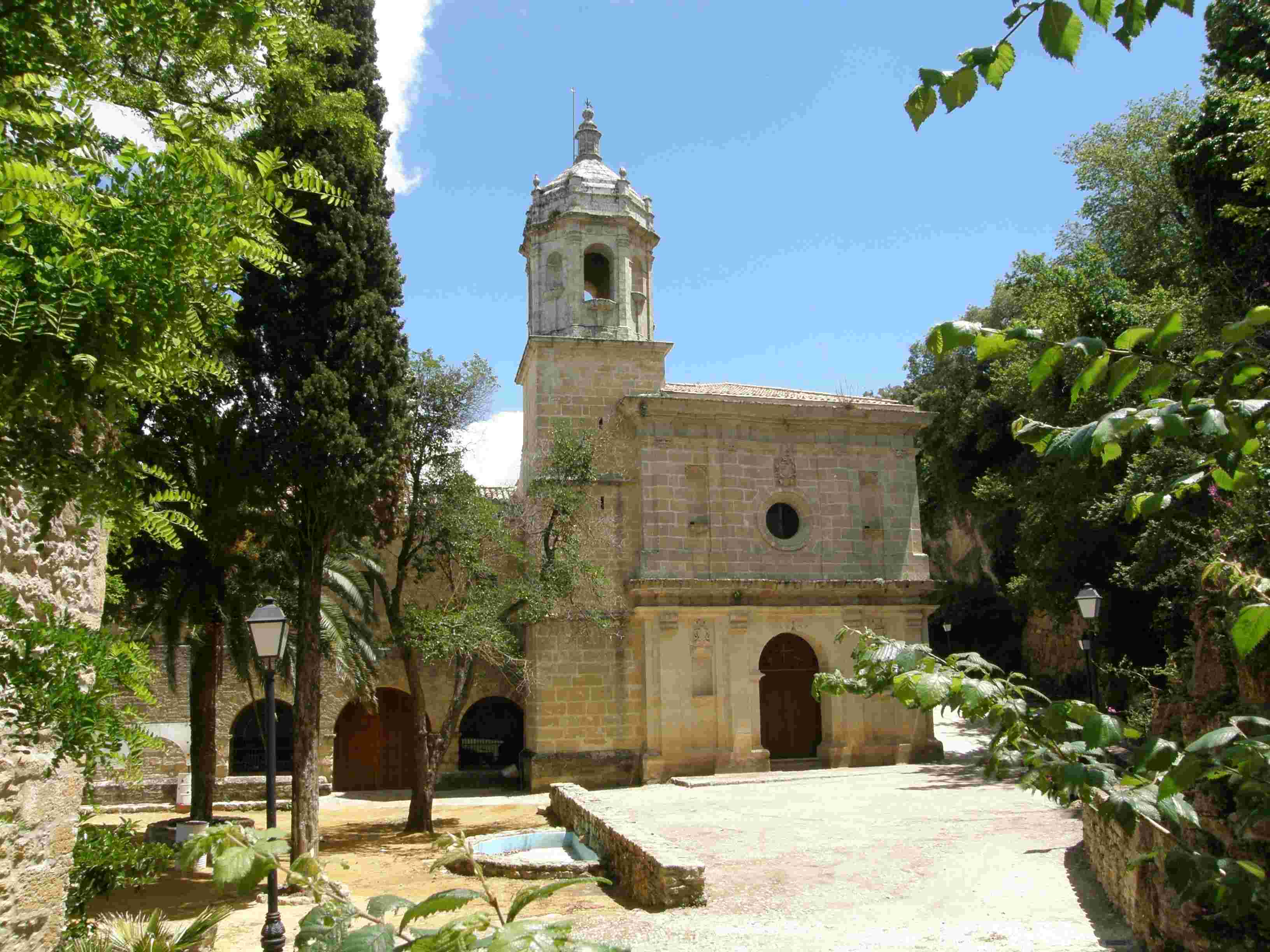
El convento de Caños Santos se sitúa en el término municipal de Olvera, Provincia de Cádiz, en un entorno de gran valor paisajístico y es propiedad del ayuntamiento de Alcalá del Valle

Caños Santos es el santuario a seis kilómetros de la localidad, hacia donde se dirige la romería cada comienzo de mayo. La propiedad del conjunto arquitectónico es de Alcalá del Valle, a pesar de que se encuentre situado dentro del término municipal de Olvera. En el siglo XVI, decide fundarlo el conde de Ureña, de común acuerdo con Fray Martín de las Cruces, en el emplazamiento de una vieja ermita fundada en honor a la milagrosa aparición de la virgen a un vaquero en la fuente de Caños Santos. Fue edificado en un equilibrado estilo manierista, y actualmente se encuentra en ruinas, pero en proceso de restauración y recuperación. Son destacables el cenobio de los franciscanos terceros, la desornamentada fachada de la iglesia, de dos cuerpos y tres calles y la recia torre, coronada de un campanario ochavado. Es un perfecto ejemplo de cantería y diseño clásico. En 1996 se publicó un libro sobre el Monasterio de Caños Santos titulado Caños Santos (1512-1996), cuyo autor es José Manuel Dorado Rueda. En 2008 vio la luz una completa monografía de casi 1000 páginas titulada La Tercera Orden Regular en Andalucía. Caños Santos. Historia y vida de un desierto franciscano en los confines del Reino de Sevilla, obra de Manuel Jiménez, Francisco Siles y Sergio Ramírez. En dicho libro se hace un estudio pormenorizado y prácticamente definitivo sobre el monasterio.
Ermita del Señor de la Misericordia
Esta proporcionada capilla, muy cuidada y reconstruida en el siglo XX, es uno de los sitios que suscita más devoción por parte de los vecinos. Su fachada es sencilla y plana, precedida de una pequeña cancela. Su advocación al Señor de la Misericordia se produjo porque en este lugar se emplazaba el primitivo camposanto de la localidad. Es sede de una de las cofradías penitenciales, los coloraos, que cada Semana Santa desfila con su imagen titular.

### Festividades
Las fiestas más destacables de la localidad son:
Carnaval
De importante arraigo en la localidad, tuvo un especial auge en los años 20 del pasado siglo. A mediados de los años 80 volvió a resurgir con fuerza, destacando la calidad de sus agrupaciones.Ha recobrado gran auge en los últimos años con un carácter eminentemente popular, con sus disfraces, típicas carrozas, los lanzamientos de «búcaros» y los pasacalles. Destaca la gran calidad de las comparsas, chirigotas y cuartetos alcalareños. Se vienen celebrando en torno a febrero. 
Semana Santa
En la que resalta la tradicional competencia entre las tres hermandades: la de la Veracruz, conocida como Los Blancos; la de Padre Jesús, también llamada Los Moraos y la del Cristo de la Misericordia o Los Coloraos. En los desfiles procesionales hay una gran participación popular, pues el sentimiento del pueblo se identifica con los desfiles callejeros de las imágenes que representan la pasión de Jesús. Destacan por su singularidad los tradicionales actos del Domingo de Resurrección. Este día se celebra la Carrerita de San Juan, un auto sacramental, en el que el Santo,  San Juan, ve a Cristo y, portado por los jóvenes del pueblo recorre a gran velocidad las calles hasta encontrar a la Virgen para avisarle de la Resurrección de su hijo, escenificación evangélica de hondo arraigo popular. Esta representación reúne en la calle Nueva de la localidad a numerosos público, llevando todos los niños los característicos hornazos de Alcalá.
La Semana Santa ha sido recientemente declarada como Fiesta de Interés Turístico Nacional de Andalucía.
Romería de Caños Santos
Celebrada el primero de mayo. Se realiza un recorrido del pueblo al Monasterio de Caños Santos, situado a las afueras de Alcalá del Valle. Una fiesta con una marcada participación popular, el pueblo entero,en grupos de  familiares y amigos hace «el camino»,que ya es una fiesta: carros engalanados con flores y guirnaldas de colores, tractores, coches, caballos... y muchos vecinos hacen el camino a pie, detrás de la carroza de la Virgen, amenizándolo con cantes.Las familias acuden con toda clase de viandas y bebidas y nadie se queda sin comer pues todos llevan más de lo que pueden consumir haciendo invitaciones de todos los manjares a nuestros visitantes. Todos los asistentes pasan una agradable jornada de campo.
El origen de esta romería es antiguo y siempre ha estado relacionado con el monasterio. En un escrito de los religiosos de Caños Santos, fechado en 1681, ya indica que la tradición estaba asentada y se celebraba anualmente.
Romería de San Isidro Labrador
Celebrada el 15 de mayo, con procesión desde la iglesia hasta la cooperativa agrícola y bendición de los campos.
Feria y Fiestas de San Roque
En honor al patrón de la localidad y celebrada a mediados de agosto. El origen de la feria de San Roque, como de otras en Andalucía, deriva de los antiguos mercados anuales, en los que se realizaban numerosos intercambios comerciales, sobre todo de ganado y aperos de labranza.
Es la mayor fiesta de Alcalá del Valle, la que recibe más visitas y retornos de emigrantes. Su calendario anual varía según la posición del fin de semana más próximo al 16 de agosto que es el de la festividad local. Esta fiesta se caracteriza por sus casetas, fiestas dedicadas a la Mujer, a los Mayores, parque móvil de atracciones y conciertos de artistas de renombre en la Caseta Municipal.
Feria del Espárrago
Se trata, según indica el propio consistorio alcalareño, organizador del evento, de una cita  gastronómica que ya se ha convertido en un referente en la provincia, en la que se pretende poner en valor este producto agrícola que en los últimos años se ha convertido en el gran motor económico de la localidad. 
En el año 2024 serán ya 10 las ediciones realizadas de esta particular fiesta, que ocupa el entorno del mes de abril, coincidiendo con la temporada de recolección. 
De forma paralela a esta feria se celebrarán diversas actividades, como la Carrera del Espárrago o el Concurso Canino Feria del Espárrago.
En esta feria se pueden conocer las bondades y propiedades de un producto que en la localidad alcanzan ya más de 300 hectáreas de cultivo y aumentando año a año, además de proporcionar una fuente estable de ingresos a cerca de 400 familias de la zona, muchas de las cuales incluso pertenecen a la cooperativa Los Europeos, que cuenta con 800 socios y que se trata de la industria de referencia en Alcalá del Valle.
Esta feria está rodeada también de una serie de actividades paralelas, las cuales se están afianzando en el programa, como la Carrera del Espárrago. Una prueba deportiva que cada  año reúne a decenas de corredores llegados desde distintos puntos de Andalucía. 
Y es que no hay que olvidar que a falta de otras industrias y un tímido sector turístico que no acaba de despegar, el espárrago junto con el aceite de oliva, ya son el gran motor económico de Alcalá del Valle, y por el que se está apostando de manera importante desde las administraciones públicas, con el objetivo de crear empleo y fijar la población en la zona.
Semana Cultural
Se incluye la Fiesta del Emigrante, donde se exalta el esfuerzo de los alcalareños emigrantes que, campaña tras campaña, marchan del pueblo en busca del sustento, en especial en labores agrícolas.
Procesión de la Virgen del Valle
En honor a la patrona de Alcalá y que se realiza en 8 de septiembre. Ntra. Patrona, la Virgen del Valle, sale en procesión y se instaura un día de fiesta local.

### Gastronomía
Alcalá del Valle cuenta con huertas que hacen que su agricultura destaque por el cultivo del olivo, girasol y cereales, como materia prima de una gastronomía plenamente mediterránea con cierto gusto serrano. Espontáneamente y ahora también en cultivo intensivo, se obtienen espárragos. Éstos, al igual que en toda la sierra, se preparan en sopas, en revueltos y con huevos.
Además se elaboran embutidos como transformaciones de la carne del cerdo. Entre los variados embutidos y chacinas, hay que destacar el jamón de pata negra, de muy buena calidad.
También son populares los gazpachos, pucheros y cocidos, entre los cuales, es de especial relevancia el plato más típico de la localidad: el menudo serrano. Este guiso serrano de gran rotundidad tiene como ingrediente principal la carne de cerdo. El menudo se elabora con diferentes partes del cerdo: hocico, buche, cabeza, orejas, intestinos, lenguas, etc. y se cuece junto a garbanzos, chorizos, morcillas, patatas, cebollas y ajos.
En noviembre de 2024 se ha otorgado una Estrella Michelín al Mesón Sabor Andaluz, de Pedro Aguilera

## Ciudades hermanadas
- San Fructuoso de Bages,  España